# برزيميك كارنوسكي
برزيميك كارنوسكي (بالبولندية: Przemysław Karnowski) مواليد 8 نوفمبر 1993 في بيدغوشتش، هو لاعب كرة سلة محترف بولندي ويحمل الرقم 24. يبلغ طوله 7 قدم 1 بوصة (2.2 م). يلعب مع فريق جامعة قونزاقا، كما لعب مع منتخب بلاده.

## روابط خارجية
- برزيميك كارنوسكي على موقع الاتحاد الدولي لكرة السلة (الإنجليزية)
- برزيميك كارنوسكي على موقع الدوري الإسباني لكرة السلة (الإسبانية)
- برزيميك كارنوسكي على موقع كرة السلة الأوروبية.كوم (الإنجليزية)
- برزيميك كارنوسكي على موقع كلية كرة السلة في سبورتس رفرنس.كوم (الإنجليزية)
- برزيميك كارنوسكي على موقع ريلجم (الإنجليزية)
- برزيميك كارنوسكي على موقع بروبوليرز (الإنجليزية)
- برزيميك كارنوسكي على موقع سبورتس رفرنس (الإنجليزية)